# Bharshiva
La dinastia Bharshiva (vers 170–350) fou la dinastia més important del període anterior a l'imperi Gupta. Els Nagues de Vidisha es van traslladar a Mathura i van començar a annexionar altres regnes sota Virasena. Van fer de Padmavati Pawaya, Kantipuri i Vidisha les seves capitals i van col·locat a membres de la seva família com a governants dels estats. Els Nagues de Mathura foren els caps de la dinastia Bharshiva segons K.P. Jayaswal.

## Nagas de Mathura
A causa de la decadència dels Kuixans, els nagues de Mathura sota el rei Virasena es van fer independents i van establir la dinastia Bharshiva. Els territoris Bharshiva es van estendre de Malwa al Panjab Oriental, i va tenir tres capitals a Mathura, Kantipuri i Padmavati.
Després de Virasena Naga, la família de Padmavati el va succeir breument, governant sobre tot l'imperi Bharshiva Imperi, abans que fos dividit en tres parts.